# Método de Fowler
El Método de Fowler (lavado de nitrógeno) es una técnica utilizada para medir el espacio muerto anatómico de los pulmones, es decir, el volumen de aire que permanece en las vías de conducción del aparato respiratorio y no participa en el intercambio gaseoso.

## Procedimiento

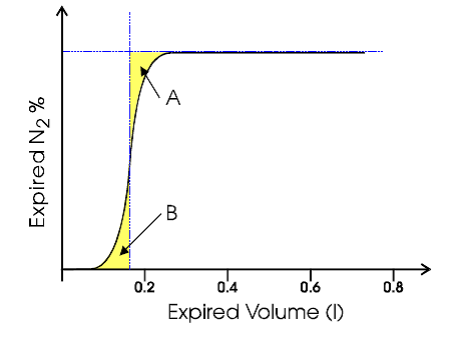
Curva sigmoidea del % de nitrógeno espirado.

El paciente respira con normalidad a través de una caja de distribución, y el tubo para muestras de un analizador rápido de nitrógeno obtiene continuamente muestras del aire en los labios. Se realiza una inspiración de oxígeno puro y a partir de ella los resultados de la medición se reflejan en una gráfica que relaciona % de nitrógeno espirado frente al tiempo.

## Representación gráfica
Tras la inspiración de oxígeno al 100%, la medición de nitrógeno en el analizador cae a 0. Una vez comenzada la espiración, el primer tramo de la gráfica continúa horizontalmente (sigue siendo 0), conforme sale aire de las vías respiratorias correspondiente a la inspiración inmediatamente anterior y proveniente del espacio muerto anatómico. A continuación, comienza a ascender siguiendo una curva sigmoidea a medida que el aire del espacio muerto es lavado (se mezcla) cada vez más por aire alveolar, hasta volver a estabilizarse la medición en torno al 40% (nitrógeno espirado) en la llamada meseta alveolar, que en las personas sanas no es muy aplanada, y en los pacientes con neumopatías puede elevarse de forma empinada.

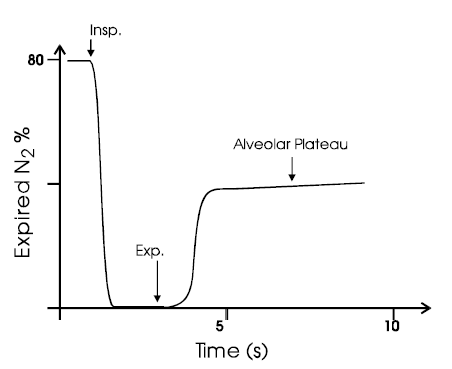
Medida del N2 respecto al tiempo

## Interpretación
Para el cálculo del espacio muerto anatómico, se emplea una nueva gráfica donde se sustituye, en el eje de abscisas, el tiempo por el volumen total espirado, manteniéndose en ordenadas el valor de % de nitrógeno espirado. En el eje de abscisas habrá un punto desde el que trazando una vertical que corte la nueva curva sigmoidea, permita establecer dos áreas A y B de idéntica superficie delimitadas por la curva, la vertical y los límites superior e inferior de la gráfica. Dicho punto, referido al volumen espirado, será el espacio muerto anatómico.

## Resultados y aplicación clínica
Mediante el método se obtiene un valor que representará el volumen de espacio muerto anatómico del individuo. El valor normal oscila alrededor de 150 ml, pero puede elevarse o descender como resultado de diversas patologías. 

### Aumento del espacio anatómico

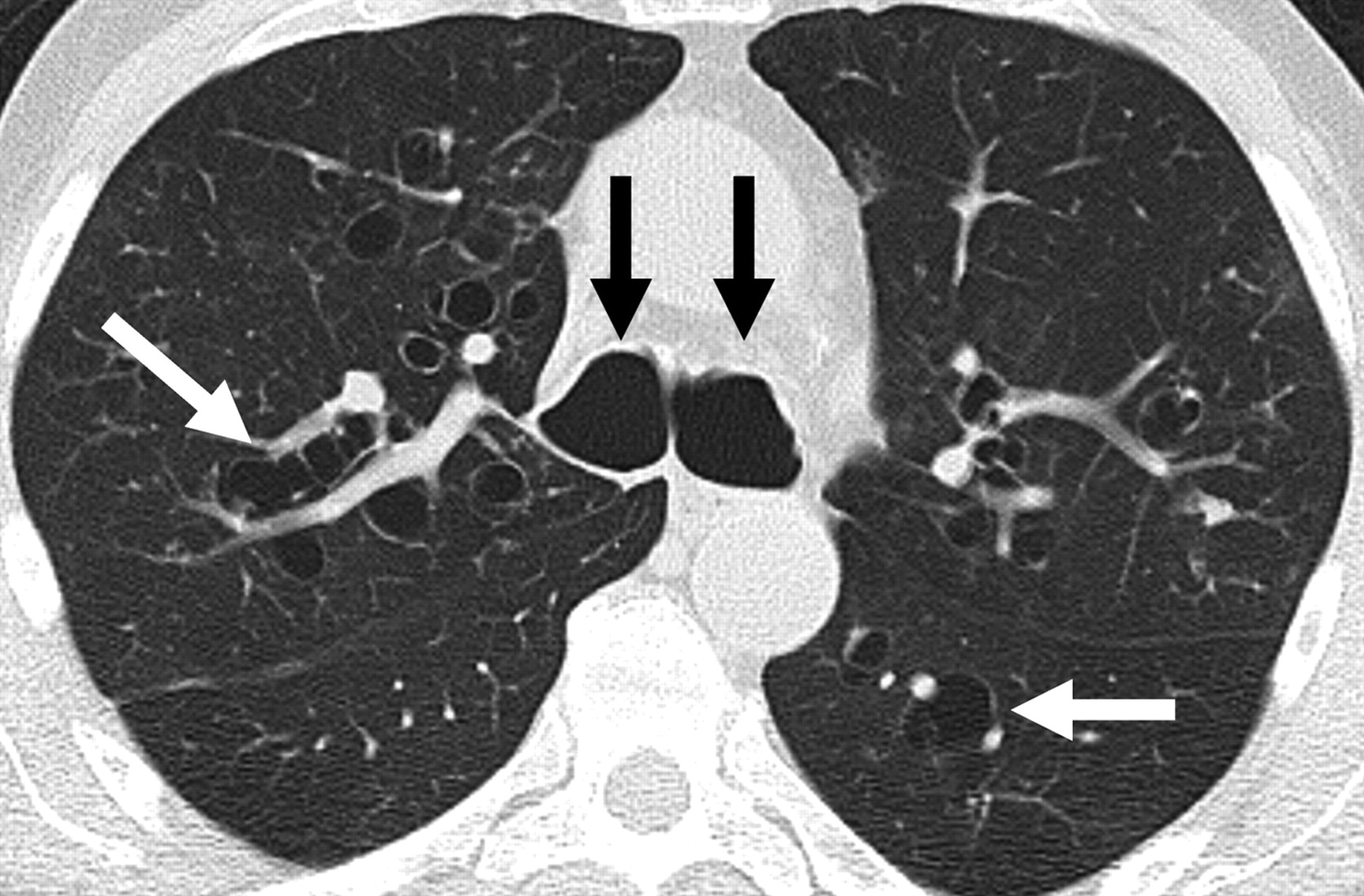
Bronquiectasia

- Intubación: la intubación de pacientes hospitalarios aumentará el espacio muerto anatómico de sus vías respiratorias al actuar el tubo como un segmento más en el que no habrá intercambio.

- Síndrome de Mounier-Kuhn o traqueobroncomegalia: caracterizado por un marcado aumento del calibre de la tráquea y los bronquios principales.[4]

- Bronquiectasias quísticas: dilataciones saculares de los bronquios que aparecen en enfermedades como la fibrosis quística o la discinesia ciliar primaria.

### Disminución del espacio anatómico

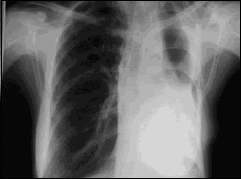
Lobectomía del lóbulo inferior izquierdo

- Neumonectomía y lobectomía: extirpación de un pulmón completo o de un lóbulo pulmonar, respectivamente.

- Traqueotomía: el espacio muerto anatómico puede verse reducido hasta un 60%[5] al abrirse la tráquea al exterior unos centímetros antes.

- Tumores bronquiales: pueden producir la obstrucción de un bronquio principal o lobar.